# José de Acosta
José de Acosta (1539 – 15. února 1600) byl španělský historik, přírodovědec a jezuita. Působil v oblasti Peru a Mexika, po návratu do Evropy v roce 1587 se stal rektorem univerzity v Salamance.
Jeho práce Historia natural y moral de las Indias (Dějiny přírody a mravů indiánských zemí) z roku 1590 byla v 16. století považována za úplný popis fauny a flóry Ameriky.